# Winterhilfswerk

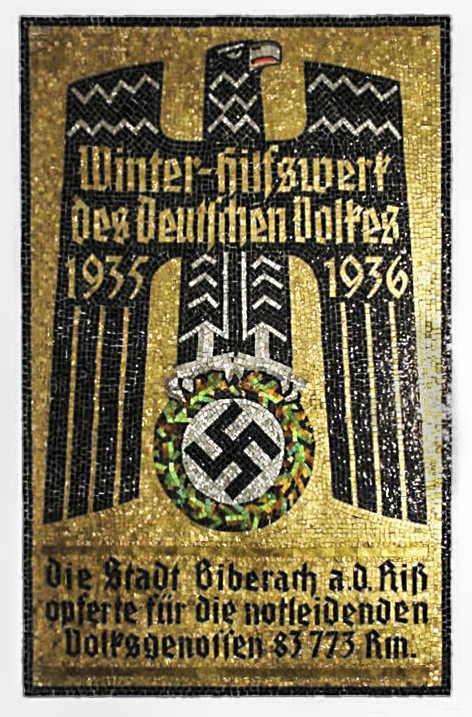
Mosaico de vidrio del Winterhilfswerk, conservado en el Braith-Mali-Museum, en Biberach an der Riß.

El Winterhilfswerk des Deutschen Volkes (traducible al español como "Auxilio de Invierno del Pueblo Alemán"), comúnmente conocido por su forma abreviada Winterhilfswerk (WHW), fue una campaña anual llevada a cabo por el Nationalsozialistische Volkswohlfahrt (NSV) para ayudar a financiar obras de caridad. A través del Winterhilfswerk el régimen nazi encontró una válvula de escape para aliviar las necesidades de los alemanes menos privilegiados y contribuir así a la estabilización interna. Al mismo tiempo, este tipo de acciones constituían un objetivo común y creaban un sentimiento de unidad para la Volksgemeinschaft o «Comunidad popular».
El programa fue establecido originalmente bajo el gobierno del canciller Heinrich Brüning, en 1931, a pesar de que posteriormente Hitler reclamaría la autoría. Funcionó entre 1933 y 1945, durante los meses de octubre a marzo, y fue diseñado para proporcionar alimentos, ropa, carbón y otros artículos a los alemanes menos afortunados durante los meses de invierno. Este programa de solidaridad fue muy utilizado por la propaganda nazi como un escaparate de las políticas sociales del régimen nacionalsocialista.

## Historia
Antes de 1933 en Alemania ya se habían llevado a cabo campañas de ayuda social durante los meses de otoño e invierno, partiendo la iniciativa desde las más diversas organizaciones, aunque siempre a nivel regional. Sería después de 1924 cuando se empezaron a coordinar esfuerzos para organizar una campaña de este tipo a nivel nacional, lográndose tal fin tras alcanzar el apoyo del canciller Brüning. El primer gran "Auxilio de Invierno" se llevó a cabo entre septiembre de 1931 y marzo de 1932, al que siguió otra campaña en el invierno de 1932-1933.
Después del ascenso al poder de los nazis, en el verano de 1933 el ministro de propaganda, Joseph Goebbels comenzó con los preparativos para organizar la campaña de recogida del Winterhilfe nazi. Unas semanas después, el 13 de septiembre Adolf Hitler inauguró la llamada «Primera Acción de Invierno contra el Hambre y el Frío». Pocos días después el Gauleiter de Hamburgo, Karl Kaufmann, denominaría al Socorro de Invierno como una "gran tarea política del Estado" con el objetivo de «ganarse a los trabajadores». El Socorro de Invierno pasó a depender directamente del Nationalsozialistische Volkswohlfahrt (NSV) y quedó subordinado al director del NSV, Erich Hilgenfeldt, que actuó como oficial jefe de la Oficina de Bienestar Popular del Partido Nazi y al mismo tiempo como comisario del Reich para la WHW. Por una ley del 1 de diciembre de 1936 el Winterhilfswerk se constituyó en una fundación, supervisada por el Ministerio del Reich para la Ilustración Pública y Propaganda.
A partir del invierno de 1939/1940 las donaciones realizadas al Winterhilfswerk superaron a las aportaciones fiscales del Estado para las organizaciones de bienestar social, lo que —ya con la Segunda Guerra Mundial comenzada— ahorró al presupuesto estatal el tener que participar en gastos sociales de este tipo. A medida que avanzó la contienda, durante la campaña invernal de 1942/1943 las donaciones alcanzaron la cifra récord de 1595 millones de Reichsmark.
Tras la derrota de la Alemania nazi, el 10 de octubre de 1945 el Winterhilfswerk fue prohibido por una ley del Consejo de Control Aliado y sus propiedades fueron confiscadas.

## Organización y funcionamiento
Como parte de la centralización social de la Alemania nazi, se emitieron carteles que instaban a la población a donar, en lugar de dar directamente a los mendigos. Una práctica muy común era, una vez al mes, organizar una comida de un solo plato (Eintopf), lo que reducía toda la comida a un plato aunque se cobraba como un almuerzo entero; el dinero que así se ahorraba y recolectaba iba destinado para ser donado. Las campañas de recolección fueron uno de los pilares del Winterhilfswerk, y los que no dieran o diesen poco (como un par de botas para una colecta de ropa), eran a veces víctimas de la violencia callejera y necesitaban ser protegidos por la policía.
Las organizaciones juveniles nazis, las Hitlerjugend y la Bund Deutscher Mädel, fueron muy activos en la recolección de donaciones y donativos para esta caridad «nazi». Como parte de los esfuerzos para imponer la «comunidad popular» sobre los individuos, no se informaba sobre los donativos individuales realizados, sino lo que cada organización había logrado recolectar. El número total de voluntarios, en su mayoría «trabajadores permanentes», fue de aproximadamente un millón y medio de personas durante el invierno de 1933/1934 y durante los años siguientes el número se estabilizó en 1 200 000 de voluntarios, manteniéndose así hasta bien entrada la guerra.

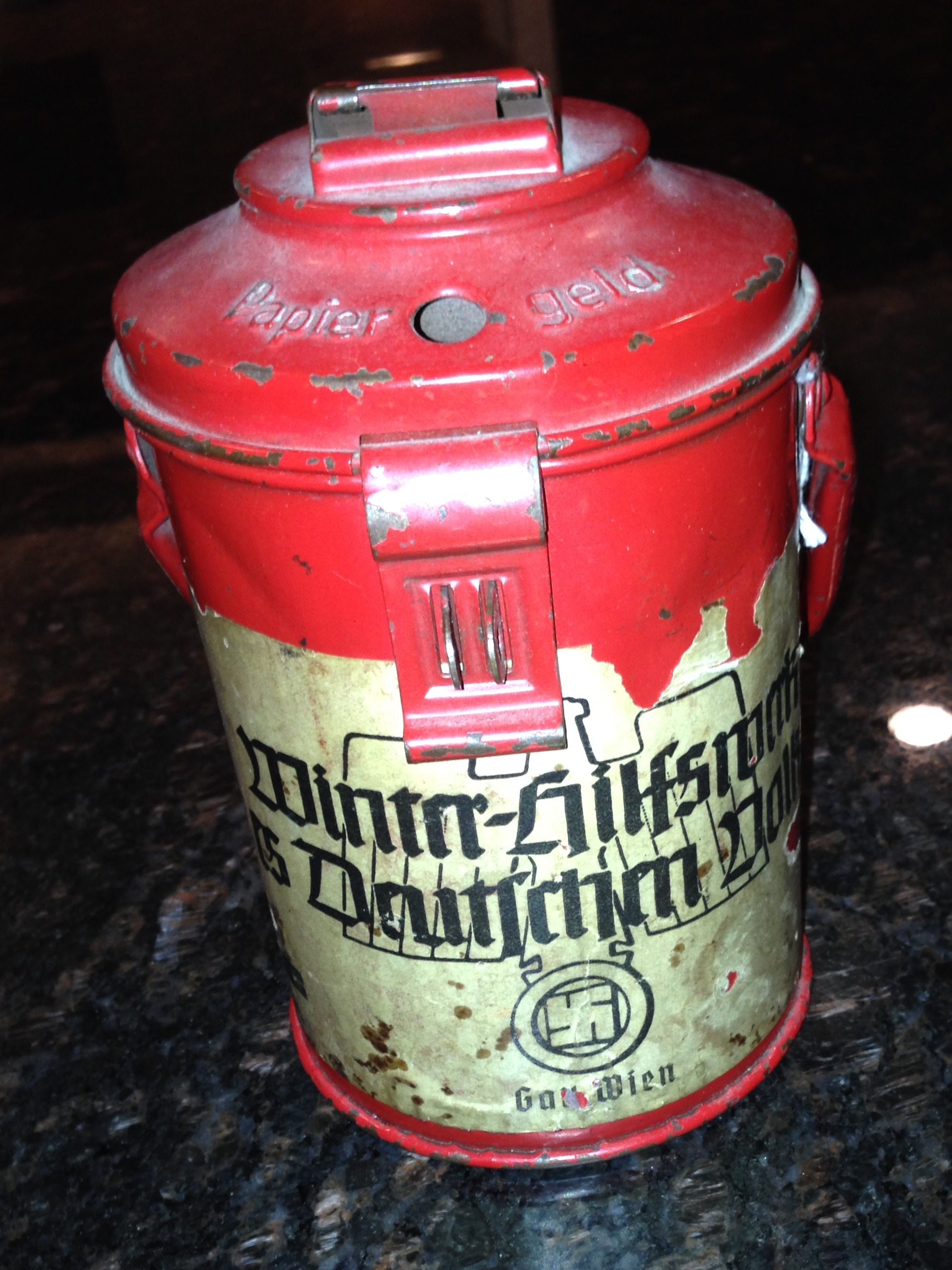
Una hucha para donativos del Winterhilfswerk.

Algunos fines de semana fueron asignados a todas las diferentes asociaciones nazis para que cada una de ellas con sus propias Abzeichen o insignas especiales, las fuera repartiendo a cambio de uno o dos pfennig. En otras ocasiones, se entregaba una especie de documento Monatstürplakette (cartel mensual) para colocar en la puerta o en la ventana, con el objetivo de mostrar al resto de la población quiénes habían donado, aunque también para así evitar a nuevos grupos caritativos que iban puerta por puerta.
Los voluntarios del Winterhilfswerke fueron implacables en su búsqueda de asegurarse que todo buen ciudadano alemán diera su parte a la WHW. Los que «se olvidaban» de dar donativos recibían una notificación para recordarles su negligencia. Se animó a los vecinos e incluso miembros de la familia a murmurar los nombres de los evasores a sus líderes de bloques para que así pudieran persuadirlos a cumplir con su deber. En una ocasión, un funcionario fue procesado por no donar, y aunque este comentó que la donación era voluntaria, su argumento fue desestimado al ser considerado una «visión extrema de la libertad». Tampoco era raro escuchar historias de obreros que habían perdido su puesto de trabajo por no haber donado al Winterhilfe, o no haber donado lo suficiente. Por esta razón, las grandes donaciones también constituían un medio para así uno mismo poder convertirse en un partidario fiable del Partido Nazi sin el compromiso de tener que unirse al mismo.
Se entregaba una especie de documento Monatstürplakette (cartel mensual) para colocar en su puerta o en su ventana, con el objetivo de mostrar al resto de la población quiénes habían donado, aunque también para evitar a los grupos caritativos que iban puerta por puerta.

## ElWinterhilfswerken otros países
Iniciativas similares surgieron en países de la Europa ocupada por los nazis: en Francia surgió el llamado Secours d'Hiver, y en los Países Bajos el Winterhulp. Tras el estallido de la Guerra civil española, en la España franquista se creó el llamado Auxilio de Invierno, inspirado inicialmente en el Winterhilfswerk nazi.

### Pie de página
1. ↑  Burleigh, 2000, p. 233.
2. ↑  Vorländer, 1988, p. 53.
3. ↑  Tennstedt, 1987, p. 173.
4. ↑  Tennstedt, 1987, p. 174.
5. ↑  Fröhlich, 1988, pp. 207, 220.
6. ↑  Zolling, 1986, p. 164.
7. ↑  Tennstedt, 1987, p. 157.
8. ↑  Vorländer, 1988, p. 273.
9. ↑  Koonz, 2003, p. 71.
10. 1 2  Grunberger, 1995, p. 79.
11. ↑  Grunberger, 1995, pp. 79-80.
12. ↑  Vorländer, 1988, p. 237.
13. 1 2  Grunberger, 1995, p. 80.
14. ↑  Mazower, 2000, p. 36.
15. ↑  Mayer, 1995, p. 90.
16. ↑  Warmbrunn, 1972, p. 105.
17. ↑  Höffer-Mehlmer, 2009, pp. 62-63.